# Björn Mörk
Björn Mörk är en svensk dramafilm från 1924 i regi av Ragnar Ring.

## Om filmen
Filmen premiärvisades 3 mars 1924 i Göteborg och Malmö. Den spelades in i Åre, Sollefteå, Uppsala och Stockholmstrakten av Carl Hilmers. Skådespelarna i filmen var i stor utsträckning amatörer och ingen ateljé användes.

## Roller i urval
- Harald Wehlnor - Björn Mörk, skogvaktarens son
- Vera Olsson - Gudrun Bertelstam, jägmästarens dotter
- Tore Carlson - Jens Jörgensen
- Carl Ström - Pelle Petterson, flottare
- Olof Krook - professorn
- Carl Nissen - jägmästare Bertelstam, Gudruns far
- Anna Wallin - fru Bertelstam, Gudruns mor
- Herr Malmsten - Björns far
- Fru Malmsten - Björns mor
- Elias Ljungqvist - disponent Kristian Jörgensen, Jens far, driftschef vid Saganäsbolagets sågverk
- Märta Thordeman - Jens mor
- Brita Thordeman - brudnäbb
- Kerstin Thordeman - en flicka i hyllningskören